# Cécile Simonnet
Cécile Virginie Simonnet, née le 4 mars 1863 à Lille (Nord) et morte le 5 avril 1921 à Ravières (Yonne), est une cantatrice soprano française d'opéra. 

## Biographie
Après avoir obtenu à Lille un premier prix de chant, elle entre au Conservatoire de Paris en 1882 et, élève de Saint-Yves Bax et de Charles Ponchard , obtient en 1884 un premier prix de chant et d'opéra-comique. 
Simonnet fait ses débuts à Monte-Carlo en janvier 1885 sous la direction de Pasdeloup. Ses débuts à l'Opéra-Comique de Paris ont lieu le 10 septembre 1885 dans le rôle-titre de Lakmé. Son répertoire comprend Philine dans Mignon, Mireille, Le Pré aux clercs et Violetta dans La traviata. 
Elle crée le rôle de Rozenn à la première du Roi d'Ys d'Édouard Lalo, le 7 mai 1888, ainsi que les rôles d'Angiola dans Proserpine de Saint-Saëns et d'Angélique dans Le Rêve d'Alfred Bruneau.
Elle campe Philine dans Mignon d'Ambroise Thomas, la nuit de l'incendie de la salle Favart le 25 mai 1887.
Elle se produit à Nice, Aix-les-Bains, Londres (Covent-Garden) et est engagée au Théâtre de la Monnaie à Bruxelles pour la saison 1894-1895.
Morte à 58 ans à Ravières où elle s'était retirée depuis à peine une dizaine d'années, Cécile Simonet était mariée depuis août 1909 avec Alexandre Michaud, un médecin parisien de près de 20 ans son cadet. Ils reposent dans le cimetière de la commune.

## Prix et récompenses

### Conservatoire de Lille

#### Chant
- 1882 : Premier prix.

### Conservatoire de Paris

#### Solfège
- 1883 : Deuxième médaille (élève d'Édouard Mangin)
- 1884 : Première médaille (élève d'Édouard Mangin)

#### Chant
- 1883 : Deuxième prix (élève de Charles Ponchard)
- 1884 : Premier prix (élève de Charles Ponchard)

#### Opéra-Comique
- 1883 : Premier accessit (élève de Saint-Yves Bax)
- 1884 : Premier prix (élève de Saint-Yves Bax).